# Revista Brasileira de Ensino de Física
A Revista Brasileira de Ensino de Física (RBEF) é um periódico científico editado pela Sociedade Brasileira de Física. Publicada desde 1979, é indexada pelo Scielo e pelo Web of Science.
A revista adota a publicação contínua com quatro fascículos por ano. Tem como escopo os aspectos culturais e temas da área de física, com uma abordagem ampla e pedagógica. Tem como missão atingir um público diversificado formado, principalmente, por pesquisadores, alunos de pós-graduação, professores de física em todos os níveis, e outros que atuem na pesquisa e desenvolvimento de metodologias e materiais para o ensino de física.
A RBEF licencia seu conteúdo por meio de uma licença livre atribuição, CC-BY- 4.0.